# Serafin Wiestner
Serafin Wiestner est un biathlète suisse, né le 20 juillet 1990 à Ilanz. 

## Biographie
Son frère Till est aussi biathlète.
Domicilié à Trin et s'entraînant au club local, il entre dans l'équipe nationale junior en 2006.
Il fait débuts en Coupe du monde en janvier 2014. Il marque ses premiers points sur le sprint de Kontiolahti en mars 2014 (29e). Durant ce même hiver, il prend part aux Jeux olympiques de Sotchi, où il s classe 40e du sprint, 56e de la poursuite et 14e du relais.
Lors de la saison 2015-2016, il s'illustre en Coupe du monde avec une cinquième place obtenue sur le sprint de Presque Isle, son meilleur résultat individuel à ce niveau. Juste après, il se classe onzième du sprint des Championnats du monde d'Oslo. Un an plus tard, il confirme qu'il est à l'aise sur les sprints, terminant septième de celui de Pyeongchang et 18e de celui des Championnats du monde 2017.
Aux Jeux olympiques d'hiver de 2018, à Pyeongchang, il se classe 9e du sprint, 28e de la poursuite, 24e de la mass start, 15e du relais et 13e du relais mixte.
En 2019, Wiestner monte sur son premier podium international en IBU Cup en se classant deuxième du sprint de Lenzerheide.
Il prend sa retraite sportive au terme de la saison 2022-2023.

## Palmarès

### Jeux olympiques d'hiver
| Épreuve / Édition                | Individuel | Sprint | Poursuite | Mass start | Relais | Relais mixte |
| Jeux olympiques 2014 Sotchi      | —          | 40e    | 56e       | —          | 14e    | —            |
| Jeux olympiques 2018 PyeongChang | —          | 9e     | 28e       | 24e        | 15e    | 13e          |

Légende :
- : pas d'épreuve
- — : Non disputée par Wiestner

### Championnats du monde
| Édition / Épreuve       | Individuel | Sprint | Poursuite | Mass start | Relais | Relais mixte | Relais mixte simple              |
| ----------------------- | ---------- | ------ | --------- | ---------- | ------ | ------------ | -------------------------------- |
| Kontiolahti 2015        | 61e        | 29e    | 50e       | —          | 7e     | —            | Épreuve inexistante à cette date |
| Oslo 2016               | 53e        | 11e    | 20e       | 27e        | 10e    | 14e          | Épreuve inexistante à cette date |
| Hochfilzen 2017         | 44e        | 18e    | 26e       | 29e        | 16e    | 14e          | Épreuve inexistante à cette date |
| Östersund 2019          | —          | 46e    | 49e       | —          | 11e    | —            | 14e                              |
| Antholz-Anterselva 2020 | 51e        | 54e    | 46e       | —          | 15e    | 10e          | —                                |
| Pokljuka 2021           | 42e        | —      | —         | —          | 11e    | —            | —                                |
| Oberhof 2023            | 53e        | 81e    | —         | —          | 6e     | —            | —                                |

Légende :
- — : Non disputée par Wiestner

### Coupe du monde
- Meilleur classement général : 39e en 2017.
- Meilleur résultat individuel : 5e.

#### Classements en Coupe du monde
| Saison    | Classement général final | Individuel | Sprint | Poursuite | Mass start |
| 2013-2014 | 87e                      |            | 80e    | nc        |            |
| 2014-2015 | 71e                      | nc         | 57e    | nc        |            |
| 2015-2016 | 46e                      | 63e        | 36e    | 46e       | 45e        |
| 2016-2017 | 39e                      | nc         | 26e    | 44e       | 44e        |
| 2017-2018 | 73e                      | 44e        | 76e    | 73e       | -          |
| 2018-2019 | 65e                      | nc         | 57e    | 65e       |            |
| 2019-2020 | 79e                      | nc         | 78e    | 61e       |            |
| 2020-2021 | nc                       | nc         | nc     | nc        |            |
| 2021-2022 | nc                       |            | nc     |           |            |
| 2022-2023 | '                        | nc         | 40e    | '         |            |

### Championnats d'Europe
- Médaille de bronze du relais mixte en 2022.

### IBU Cup
- 1 podium.